# 佩德雷特和马尔萨
佩德雷特和马尔萨，是西班牙加泰罗尼亚赫罗纳省的一个市镇。总面积9平方公里，总人口190人（2013年），人口密度22人/平方公里。